# 特倫頓 (伊利諾伊州)
特倫頓（英語：Trenton）是一個位於美國伊利諾伊州克林頓縣的城市。

## 地理
特倫頓的座標為38°36′21″N 89°40′54″W / 38.60583°N 89.68167°W，而該地的平均海拔高度為151米（即495英尺）。

## 人口
根據2010年美國人口普查的數據，特倫頓的面積為3.41平方千米，當中陸地面積為3.41平方千米，而水域面積為0.00平方千米。當地共有人口2715人，而人口密度為每平方千米796.19人。